# Sechúra
Sechúra (pl. Sechuras; Sec, Sek, Sečura), indijanski narod s primorja sjevernog Perua u provinciji Piura, blizu luke Sechura. Teritorij im se prostire južno od Tallán Indijanaca, a glavno naselje je Sechura, nešto sjevernije od ušća rijeke Piura, u provinciji Piura. Istoimeni jezik, danas nestao, klasificira se andskoj porodici, a prema nekima možda su jezici tallán i sec dva dijalekta istog jezika.  
Porodica sec kojoj pripadaju ponekad se naziva i Tallán.